# The Kaze
The Kaze é um grupo de hip hop americano de Memphis, Tennessee.

## História
O grupo começou suas atividades no início dos anos 90 em Memphis, Tennessee, com Project Pat, Lil Corb e Scan Man. 
Em 1998, o grupo lançou o primeiro álbum intitulado, "KamiKaze Timez Up", e vendeu cerca de 50.000 cópias independentes desde o seu lançamento.Coletivamente conhecidos como "Killa Klan Kaze", os três artistas lançaram o álbum com a produção de Juicy J e DJ Paul ambos membros do grupo de rap Three 6 Mafia. O álbum seria o único projeto lançado pela banda juntos. Depois que o Project Pat saiu da prisão, MC Mack, Scan Man e Lil Corb. lançou sua gravadora e até hoje eles assinaram com a Prophet Entertainment.
Embora o sucesso nacional tenha escapado do grupo, eles agora são considerados um dos grupos de hip hop mais bem sucedidos dos últimos tempos.

## Discografia

### Álbuns de estúdio
- Kamakazie Timez Up (1998)
- Kami Kaze (2001)
- EP (2018)

## Prêmios e nomeações
| Ano  | Prêmios                    | Categoria | Trabalho     | Resultado |
| ---- | -------------------------- | --------- | ------------ | --------- |
| 2012 | Memphis Music Hall of Fame | Inductee  | "Best Group" | Venceu    |